# Жуков, Анатолий Борисович
Анато́лий Бори́сович Жу́ков (24 июля [6 августа] 1901, Харьков — 22 сентября 1979, Москва) — советский учёный, специалист в области лесоведения и лесоводства, организатор лесной науки, доктор сельскохозяйственных наук, академик Академии наук СССР, заслуженный деятель науки РСФСР, член Президиума Сибирского отделения АН СССР, председатель Научного совета АН СССР по проблемам леса.

## Биография
Родился в Харькове 24 июля (6 августа) 1901 года. Дед Жукова по линии отца, Василий Иванович Жуков, некоторое время работал в земельном банке, но после женитьбы на дочери дипломированного лесовода поляка Эдуарда Белевского, Ольге, освоил у тестя приёмы лесного хозяйствования, стал служить лесничими у помещика А. В. Асеева; отец, Борис Васильевич, окончив уездное двуклассное училище, получил от своего деда Белевского навыки таксации и угломерной съёмки и некоторое время работал межевщиком (помощником таксатора) в Саратовском лесном удельном округе под началом барона А. А. Крюденера, а в первую мировую войну служил фельдфебелем в корпусной артиллерии и демобилизовался только в 1921 году, уже из РККА. У Анатолия было две сестры: Лидия — на год старше, Валентина — на год младше брата. Мать, Александра Гавриловна, происходила из рода Хлебниковых, её дед имел отношение в Волжскому пароходству, «Обществу Русь».
Среднее образование получил во Второй Харьковской гимназии, которую окончил с серебряной медалью. Трудовую деятельность начал в феврале 1919 года — счетоводом соляного склада Харьковского губпродкома. В августе того же года поступил в Харьковский институт сельского хозяйства и лесоводства. Совмещал учёбу с работой: в 1920—1921 годах был статистиком в Управлении южных железных дорог, в 1922—1923 годах — таксатором в Харьковском губернском управлении лесами.
После окончания института в 1923 году был направлен в Тростянецкое опытное лесничество и прошёл путь от помощника лесничего до директора вновь созданного Института леса и древесины СО АН СССР. В 1924 году был приглашён Г. Н. Высоцким в заочную аспирантуру; под его руководством Жуков исследовал особенности семенного и порослевого возобновления дуба.
В 1930 году на базе Центральной лесной опытной станции Украины и кафедры лесоводства Харьковского института сельского хозяйства и лесоводства был создан УкрНИИЛХА, куда был приглашён А. Б. Жуков — был командирован в Москву, где был принят председателем ВСХН Г. К. Орджоникидзе, получил для института существенное финансирование и по возвращении сразу же был назначен вторым заместителем директора института, а вскоре стал единственным заместителем, поскольку первый (Г. Н. Высоцкий) по возрасту вышел в отставку. В УкрНИИЛХА Жуков работал до 1937 года, когда, обвинённый в украинском национализме директор института, был вынужден уехать на Кавказ и Жуков на некоторое время перешёл заместителем директора в Мохначанскую лесную опытную станцию. В 1938 году был назначен заместителем директора Белорусского научно-исследовательского института лесного хозяйства(БелНИИЛХ; ныне — Институт леса). В 1942 году он был назначен заместителем директора во ВНИИЛХ (ныне ВНИИЛМ), затем — его директором. Здесь он работал до 1956 года. В 1948 году на учёном совете Института леса АН СССР он защитил докторскую диссертацию на тему: «Дубравы Украины и способы их восстановления». Во время разгрома биологической науки Жуков выступил в печати против необоснованных и оскорбительных нападок последователей Т. Д. Лысенко на учение академика В. Н. Сукачёва о лесных биогеценозах, объявленное тогда псевдонаучным.
В 1956 году перешёл на работу в Институт леса АН СССР, где возглавил отдел лесоводства и стал научным руководителем работ по проблеме повышения продуктивности лесов СССР. В 1959 году был осуществлён перевод Института леса АН СССР в Красноярск, где был организовал Институт леса и древесины СО АН СССР (ныне Институт леса имени В. Н. Сукачёва СО РАН), который А. Б. Жуков возглавлял с 1959 по 1977 год. Одновременно, он был членом Президиума СО АН СССР (1959—1979) и первым председателем Научного совета АН СССР по проблемам леса (1972—1979).
В 1960 году Жукову было присвоено звание заслуженный деятель науки РСФСР, а в 1966 году он был избран действительным членом Академии наук СССР. С 1970 года дважды избирался депутатом Верховного Совета СССР. Свои депутатские полномочия он использовал для отстаивания правового статуса лесов страны как её национального достояния.
В 1950 году при непосредственном участии Жукова был подготовлен коллективный многотомный труд «Дубравы СССР». В 5-томном труде «Леса СССР» под редакцией Жукова были обобщены и систематизированы сведения о лесах, их природном разнообразии, состоянии и развитии лесного хозяйства. Многие годы (1967—1979) был главным редактором журнала «Лесоведение».
Умер в Москве 22 сентября 1979 года. Был похоронен на Новокунцевском кладбище.

## Избранная библиография
Основные труды по дубовым лесам, их возобновлению, по агротехнике создания государственных лесных полос и дубрав промышленного значения, повышению продуктивности лесов СССР: впервые предложил метод специализации лесного хозяйства и разработки системы лесохозяйственных мероприятий, определяемой уровнем развития лесного хозяйства. Ряд работ посвящён техническим свойствам древесины сосны, дуба, ясеня и других пород в связи с условиями их произрастания.
- IV Мировой лесной конгресс и лесное хозяйства Индии / А. Б. Жуков, В. П. Цепляев. — Москва ; Ленинград : Гослесбумиздат, 1956. — 118 с. : ил.
- Лесоводственные мероприятия — основа повышения продуктивности лесов / А. Б. Жуков, А. П. Шиманюк ; Ин-т леса Акад. наук СССР. — [Москва] : [б. и.], 1958. — 16 с.
- Лесное хозяйство Швеции / П. В. Васильев, А. Б. Жуков. — Москва ; Ленинград : Гослесбумиздат, 1961. — 54 с. : ил.
- Более 10 сборников научных статей разных авторов по вопросам лесоведения и биологии Сибири под науч. ред. А. Б. Жукова

## Награды и звания
- 2 ордена Ленина (1952 и 12.08.1971)
- орден Трудового Красного Знамени
- орден Октябрьской Революции
- медали
- Заслуженный деятель науки РСФСР

## Семья
- дочь Людмила

## Память
В 1993 году Президиумом СО РАН учреждена премия имени А. Б. Жукова, которая вручается молодым учёным за достижения в лесоведении и дендрологии.
На здании Института леса в Академгородке установлена мемориальная доска с барельефом.